# Theo Gries
Theo Gries (* 10. Februar 1961 in Mittelbrunn) ist Fußballtrainer und ehemaliger deutscher Fußballspieler.

## Spielerkarriere

### Amateur
Theo Gries begann das Fußballspielen in Mittelbrunn beim 1. FC Mittelbrunn. Von Mittelbrunn wechselte er zum TuS Landstuhl. Dort spielte er in Jugend- bzw. Amateurmannschaften.

### Profi
Der Mittelfeldspieler Theo Gries begann seine Profikarriere 1983 beim damaligen Erstligisten 1. FC Kaiserslautern, wo er allerdings nur zu einem Bundesligaeinsatz kam. Zur Saison 1985/86 wechselte er zu Alemannia Aachen und bestritt für die Aachener bis Oktober 1988 in der 2. Liga 125 Spiele, in denen er 47 Tore erzielte.
Im Herbst 1988 folgte der Wechsel zum Ligakonkurrenten Hertha BSC. Mit der Hertha stieg er 1990 unter seinem früheren Aachener Trainer Werner Fuchs in die 1. Bundesliga auf; doch stiegen die Berliner bereits in der Folgesaison 1990/91 wieder ab. Für die Hertha kam er zu 176 Ligaeinsätzen mit 74 Torerfolgen, davon 28 Spiele und 6 Tore in der Bundesliga.
Noch während der Saison 1993/94  wechselte der Publikumsliebling zu Hannover 96. Nach weiteren 20 Spielen und 8 Toren in der 2. Bundesliga beendete Theo Gries seine Karriere als Profifußballer zum Saisonende 1994. Er spielte dann noch für eine Spielzeit in der Regionalliga Nordost für Tennis Borussia Berlin und gewann den Berliner Pokal. In der dritthöchsten Spielklasse hatte Gries in 13 Partien einmal getroffen.

## Trainerkarriere
Nach seiner aktiven Karriere als Fußballer arbeitete er als Trainer für Tennis Borussia Berlin und Hertha Zehlendorf. Außerdem war er als Leiter des Nachwuchszentrums von Alemannia Aachen tätig. Ab April 2008 leitete er das Nachwuchszentrum des 1. FC Union Berlin und trainierte ab Juli 2008 dessen U23-Mannschaft. Nach Meinungsverschiedenheiten mit Uwe Neuhaus, dem Trainer der Profimannschaft, wurde er suspendiert. Seit 2011 ist er in der Scouting-Abteilung des 1. FC Union tätig.